# Bottomless

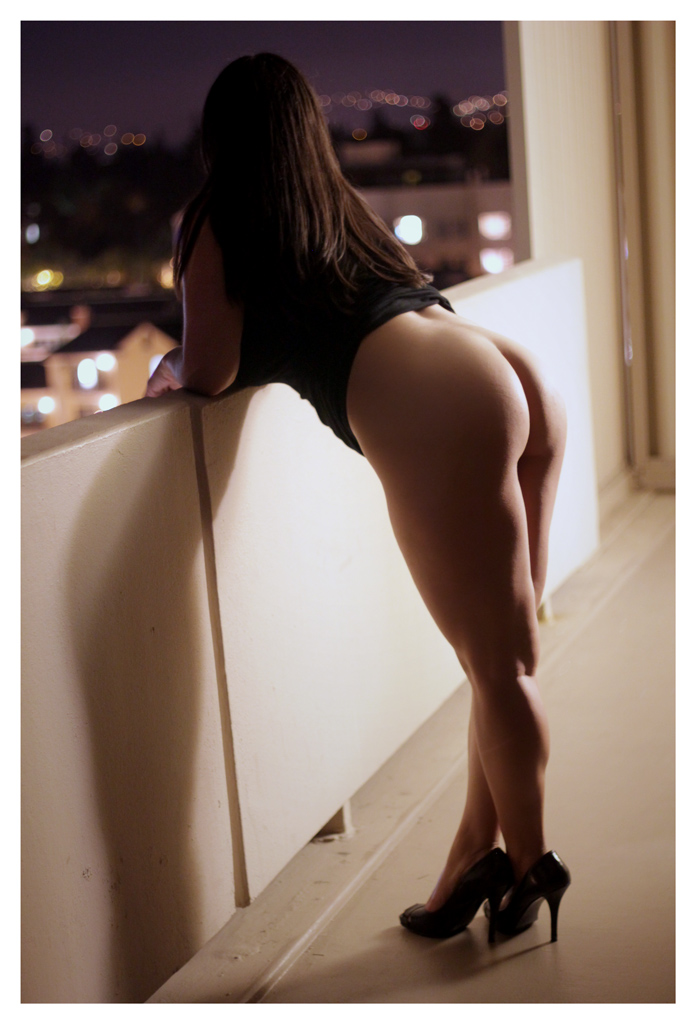
Bottomless staande vrouw

Bottomless is het niet dragen van kleding onder de gordel, terwijl het bovenlichaam wel (deels) gekleed is. In westerse samenlevingen is het hoogst ongebruikelijk om geen broek en/of rok te dragen. Topless zijn, waarbij het bovenlichaam ontbloot is, geniet daarentegen meer bekendheid. 
Bottomless zijn wordt zowel voor vrouwen als mannen geaccepteerd in de privésfeer of op plaatsen waar naaktheid de norm is, zoals naturistencampings, clothing optional-terreinen en naaktstranden. In het naturistenjargon heet dat kleutertenue. Openbaar bottomless in andere publieke ruimtes wordt, evenals volledig naakt, als een gewaagde daad gezien. 
Een uitzondering hierop zijn peuters en kleuters, vooral op stranden, en in sommige Afrikaanse en Aziatische landen ook oudere kinderen van het eerste en tweede leerjaar van de lagere school (zie ook groepen 0, 1, 2, 3 en 4 van de basisschool). Zo wordt in het kernland van China en aangrenzende gebieden als Mongolië en Tibet door deze leeftijdscategorie van minderjarigen de kaidangku (letterlijk broek zonder bodem of tussenstuk - Engels:Open-crotch pants) gedragen zodat een kind bij een dringende ontlastingsdrang niet eerst deze broek moet ontsluiten en laten zakken en zodoende ongelukken vermeden worden.

## Strips
Sommige stripfiguren, zoals de familie  Duck en Heer Bommel, worden door hun tekenaars bottomless, dus met alleen een jas, getekend. Dat is acceptabel omdat deze figuren geen mensen maar andere dieren zijn. Gaan ze zwemmen, dan zou het wellicht vanzelfsprekend zijn als ze helemaal bloot zijn. Echter dan dragen ze een zwemhemd of zwembroek.
Fokke en Sukke zijn ook bottomless, maar in tegenstelling tot de hiervoor genoemde figuren hebben ze zichtbare geslachtsdelen. Daarmee hebben de tekenaars de grenzen van het acceptabele opgezocht.